# Saison 2014-2015 des Clippers de Los Angeles
La saison 2014-2015 des Clippers de Los Angeles est la 45e saison de la franchise en National Basketball Association (NBA) et la 31e saison à Los Angeles.

## Draft
| Tour | Choix | Joueur       | Poste | Nationalité | Provenance |
| ---- | ----- | ------------ | ----- | ----------- | ---------- |
| 1    | 28    | C. J. Wilcox | SG    | États-Unis  | Washington |

## Classements

### Conférence
| Conférence Ouest | Conférence Ouest                | Conférence Ouest | Conférence Ouest | Conférence Ouest | Conférence Ouest | Conférence Ouest | Conférence Ouest |
| No               | Franchise                       | Vic.             | Def.             | MJ               | MR               | % V/D            | RV               |
| ---------------- | ------------------------------- | ---------------- | ---------------- | ---------------- | ---------------- | ---------------- | ---------------- |
| 1                | Warriors de Golden State        | 67               | 15               | 82               | 0                | 81,7%            | -                |
| 2                | Rockets de Houston              | 56               | 26               | 82               | 0                | 68,3%            | 11               |
| 3                | Clippers de Los Angeles         | 56               | 26               | 82               | 0                | 68,3%            | 11               |
| 4                | Trail Blazers de Portland¹      | 51               | 31               | 82               | 0                | 62,2%            | 16               |
| 5                | Grizzlies de Memphis            | 55               | 27               | 82               | 0                | 67,1%            | 12               |
| 6                | Spurs de San Antonio T          | 55               | 27               | 82               | 0                | 67,1%            | 12               |
| 7                | Mavericks de Dallas             | 50               | 32               | 82               | 0                | 61,0%            | 17               |
| 8                | Pelicans de La Nouvelle-Orléans | 45               | 37               | 82               | 0                | 54,9%            | 22               |
|                  |                                 |                  |                  |                  |                  |                  |                  |
| 9                | Thunder d'Oklahoma City         | 45               | 37               | 82               | 0                | 54,9%            | 22               |
| 10               | Suns de Phoenix                 | 39               | 43               | 82               | 0                | 47,6%            | 28               |
| 11               | Jazz de l'Utah                  | 38               | 44               | 82               | 0                | 46,3%            | 29               |
| 12               | Nuggets de Denver               | 30               | 52               | 82               | 0                | 36,6%            | 37               |
| 13               | Kings de Sacramento             | 29               | 53               | 82               | 0                | 35,4%            | 38               |
| 14               | Lakers de Los Angeles           | 21               | 61               | 82               | 0                | 25,6%            | 46               |
| 15               | Timberwolves du Minnesota       | 16               | 66               | 82               | 0                | 19,5%            | 51               |

### Division
| Division Pacifique       | V  | D  | MJ | % V/D | GB | Dom   | Ext   | Div  | Conf  |
| ------------------------ | -- | -- | -- | ----- | -- | ----- | ----- | ---- | ----- |
| Warriors de Golden State | 67 | 15 | 82 | 81,7% | -  | 39-2  | 28-13 | 13-3 | 42-10 |
| Clippers de Los Angeles  | 56 | 26 | 82 | 68,3% | 11 | 30-11 | 26-15 | 12-4 | 37-15 |
| Suns de Phoenix          | 39 | 43 | 82 | 47,6% | 28 | 22-19 | 17-24 | 6-10 | 21-31 |
| Kings de Sacramento      | 29 | 53 | 82 | 35,4% | 38 | 18-23 | 11-30 | 7-9  | 18-34 |
| Lakers de Los Angeles    | 21 | 61 | 82 | 25,6% | 46 | 12-29 | 9-32  | 2-14 | 9-43  |

## Saison régulière
| Saison régulière Total: 56-26 (Domicile : 30-11; Extérieur : 26-15) |

Le calendrier a été annoncé le 13 août.
- Le 27 mars, l'équipe se qualifie pour les playoffs après une victoire contre les 76ers de Philadelphie.

## Confrontations
| Conférence Est      | Conférence Est                               | Conférence Est                               | Conférence Ouest                             | Conférence Ouest                             | Conférence Ouest                             | Conférence Ouest                             | Conférence Ouest                             |
| Division Atlantique | Division Atlantique                          | Division Atlantique                          | Division Nord-Ouest                          | Division Nord-Ouest                          | Division Nord-Ouest                          | Division Nord-Ouest                          | Division Nord-Ouest                          |
| Équipe              | Domicile                                     | Extérieur                                    | Équipe                                       | Domicile                                     | Domicile                                     | Extérieur                                    | Extérieur                                    |
| ------------------- | -------------------------------------------- | -------------------------------------------- | -------------------------------------------- | -------------------------------------------- | -------------------------------------------- | -------------------------------------------- | -------------------------------------------- |
| Boston              | 102-93                                       | 119-106                                      | Denver                                       | 102-98                                       | 110-103                                      | 106-109                                      | 107-92                                       |
| Brooklyn            | 123-84                                       | 100-102                                      | Minnesota                                    | 127-101                                      | 89-76                                        | 110-105                                      |                                              |
| New York            | 99-78                                        | 111-80                                       | Oklahoma City                                | 93-90                                        |                                              | 108-131                                      | 120-108                                      |
| Philadelphie        | 127-91                                       | 119-98                                       | Portland                                     | 106-102                                      | 93-98 (OT)                                   | 100-94                                       | 126-122                                      |
| Toronto             | 98-110                                       | 108-123                                      | Utah                                         | 107-101                                      | 101-97                                       | 112-96                                       | 94-89                                        |
|                     | 4–1                                          | 3–2                                          |                                              | 8–1                                          | 8–1                                          | 7–2                                          | 7–2                                          |
| Division            | 7–3                                          | 7–3                                          | Division                                     | 15–3                                         | 15–3                                         | 15–3                                         | 15–3                                         |
| Division Atlantique | Division Atlantique                          | Division Atlantique                          | Division Nord-Ouest                          | Division Nord-Ouest                          | Division Nord-Ouest                          | Division Nord-Ouest                          | Division Nord-Ouest                          |
| Équipe              | Domicile                                     | Extérieur                                    | Équipe                                       | Domicile                                     | Domicile                                     | Extérieur                                    | Extérieur                                    |
| Chicago             | 89-105                                       | 96-86                                        | Golden State                                 | 100-86                                       | 106-110                                      | 104-121                                      | 98-106                                       |
| Cleveland           | 121-126                                      | 94-105                                       |                                              |                                              |                                              |                                              |                                              |
| Detroit             | 113-91                                       | 104-98                                       | L.A. Lakers                                  | 114-89                                       | 105-100                                      | 118-111                                      | 106-78                                       |
| Indiana             | 102-100                                      | 103-96                                       | Phoenix                                      | 120-107                                      | 121-120 (OT)                                 | 120-100                                      | 112-101                                      |
| Milwaukee           | 106-102                                      | 106-111                                      | Sacramento                                   | 92-98                                        | 126-99                                       | 117-108                                      | 116-105                                      |
|                     | 3–2                                          | 3–2                                          |                                              | 6–2                                          | 6–2                                          | 6–2                                          | 6–2                                          |
| Division            | 6–4                                          | 6–4                                          | Division                                     | 12–4                                         | 12–4                                         | 12–4                                         | 12–4                                         |
| Division Atlantique | Division Atlantique                          | Division Atlantique                          | Division Nord-Ouest                          | Division Nord-Ouest                          | Division Nord-Ouest                          | Division Nord-Ouest                          | Division Nord-Ouest                          |
| Équipe              | Domicile                                     | Extérieur                                    | Équipe                                       | Domicile                                     | Domicile                                     | Extérieur                                    | Extérieur                                    |
| Atlanta             | 98-107                                       | 104-107                                      | Dallas                                       | 120-100                                      |                                              | 115-98                                       | 99-129                                       |
| Charlotte           | 99-92                                        | 113-92                                       | Houston                                      | 110-95                                       | 98-100                                       | 102-85                                       | 105-110                                      |
| Miami               | 90-104                                       | 110-93                                       | Memphis                                      | 87-90                                        | 94-86                                        | 91-107                                       | 97-79                                        |
| Orlando             | 114-86                                       | 114-90                                       | New Orleans                                  | 120-100                                      | 107-100                                      | 103-108                                      |                                              |
| Washington          | 113-99                                       | 96-104                                       | San Antonio                                  | 85-89                                        | 119-115                                      | 118-125                                      | 105-85                                       |
|                     | 3–2                                          | 3–2                                          |                                              | 6–3                                          | 6–3                                          | 4–5                                          | 4–5                                          |
| Division            | 6–4                                          | 6–4                                          | Division                                     | 10–8                                         | 10–8                                         | 10–8                                         | 10–8                                         |
| Conférence          | 19–11 (Domicile : 10–5 ; Extérieur : 9–6)    | 19–11 (Domicile : 10–5 ; Extérieur : 9–6)    | Conférence                                   | 37–15 (Domicile : 20–6; Extérieur : 17–9)    | 37–15 (Domicile : 20–6; Extérieur : 17–9)    | 37–15 (Domicile : 20–6; Extérieur : 17–9)    | 37–15 (Domicile : 20–6; Extérieur : 17–9)    |
| Total               | 56–26 (Domicile : 30–11 ; Extérieur : 26–15) | 56–26 (Domicile : 30–11 ; Extérieur : 26–15) | 56–26 (Domicile : 30–11 ; Extérieur : 26–15) | 56–26 (Domicile : 30–11 ; Extérieur : 26–15) | 56–26 (Domicile : 30–11 ; Extérieur : 26–15) | 56–26 (Domicile : 30–11 ; Extérieur : 26–15) | 56–26 (Domicile : 30–11 ; Extérieur : 26–15) |

## Playoffs

### Premier tour

#### (3)Clippers de Los Angelesvs.Spurs de San Antonio(6)
| 19 avril 2015 22:30 EDT | (en) Boxscore | Spurs de San Antonio 92, Clippers de Los Angeles 107 | Spurs de San Antonio 92, Clippers de Los Angeles 107 | Spurs de San Antonio 92, Clippers de Los Angeles 107 |  | Staples Center, Los Angeles Affluence : 19 309 Arbitres : no 41 Ken Mauer no 36 David Jones no 14 Ed Malloy | TNT |
| 19 avril 2015 22:30 EDT | (en) Boxscore | Score par quart-temps : 18-30, 25-19, 21-30, 28-28   |                                                      |                                                      |  | Staples Center, Los Angeles Affluence : 19 309 Arbitres : no 41 Ken Mauer no 36 David Jones no 14 Ed Malloy | TNT |
| 19 avril 2015 22:30 EDT | (en) Boxscore | Score par mi-temps : 43-49, 49-58                    |                                                      |                                                      |  | Staples Center, Los Angeles Affluence : 19 309 Arbitres : no 41 Ken Mauer no 36 David Jones no 14 Ed Malloy | TNT |
| 19 avril 2015 22:30 EDT | (en) Boxscore | Kawhi Leonard 18 Tim Duncan 11 Manu Ginóbili 6       | Points Rebonds Passes d.                             | Chris Paul 32 DeAndre Jordan 14 Griffin, Paul 6      |  | Staples Center, Los Angeles Affluence : 19 309 Arbitres : no 41 Ken Mauer no 36 David Jones no 14 Ed Malloy | TNT |

| 22 avril 2015 22:30 EDT | (en) Boxscore | Spurs de San Antonio 111, Clippers de Los Angeles 107          | Spurs de San Antonio 111, Clippers de Los Angeles 107 | Spurs de San Antonio 111, Clippers de Los Angeles 107 | OT | Staples Center, Los Angeles Affluence : 19 482 Arbitres : no 17 Joe Crawford no 10 Ron Garretson no 65 Sean Wright | TNT |
| 22 avril 2015 22:30 EDT | (en) Boxscore | Score par quart-temps : 28-24, 24-23, 25-27, 17-20, OT : 17-13 |                                                       |                                                       | OT | Staples Center, Los Angeles Affluence : 19 482 Arbitres : no 17 Joe Crawford no 10 Ron Garretson no 65 Sean Wright | TNT |
| 22 avril 2015 22:30 EDT | (en) Boxscore | Score par mi-temps : 52-47, 42-47                              |                                                       |                                                       | OT | Staples Center, Los Angeles Affluence : 19 482 Arbitres : no 17 Joe Crawford no 10 Ron Garretson no 65 Sean Wright | TNT |
| 22 avril 2015 22:30 EDT | (en) Boxscore | Tim Duncan 28 Tim Duncan 11 Boris Diaw 6                       | Points Rebonds Passes d.                              | Blake Griffin 29 DeAndre Jordan 15 Blake Griffin 11   | OT | Staples Center, Los Angeles Affluence : 19 482 Arbitres : no 17 Joe Crawford no 10 Ron Garretson no 65 Sean Wright | TNT |

| 24 avril 2015 21:30 EDT | (en) Boxscore | Clippers de Los Angeles 73, Spurs de San Antonio 100 | Clippers de Los Angeles 73, Spurs de San Antonio 100 | Clippers de Los Angeles 73, Spurs de San Antonio 100 |  | AT&T Center, San Antonio Affluence : 18 581 Arbitres : no 13 Monty McCutchen no 22 Bill Spooner no 59 Gary Zielinski | ESPN |
| 24 avril 2015 21:30 EDT | (en) Boxscore | Score par quart-temps : 16-25, 22-21, 11-24, 24-30   |                                                      |                                                      |  | AT&T Center, San Antonio Affluence : 18 581 Arbitres : no 13 Monty McCutchen no 22 Bill Spooner no 59 Gary Zielinski | ESPN |
| 24 avril 2015 21:30 EDT | (en) Boxscore | Score par mi-temps : 38-46, 35-54                    |                                                      |                                                      |  | AT&T Center, San Antonio Affluence : 18 581 Arbitres : no 13 Monty McCutchen no 22 Bill Spooner no 59 Gary Zielinski | ESPN |
| 24 avril 2015 21:30 EDT | (en) Boxscore | Blake Griffin 14 Blake Griffin 10 Blake Griffin 5    | Points Rebonds Passes d.                             | Kawhi Leonard 32 Tim Duncan 7 Manu Ginóbili 6        |  | AT&T Center, San Antonio Affluence : 18 581 Arbitres : no 13 Monty McCutchen no 22 Bill Spooner no 59 Gary Zielinski | ESPN |

| 26 avril 2015 15:30 EDT | (en) Boxscore | Clippers de Los Angeles 114, Spurs de San Antonio 105 | Clippers de Los Angeles 114, Spurs de San Antonio 105 | Clippers de Los Angeles 114, Spurs de San Antonio 105 |  | AT&T Center, San Antonio Affluence : 18 581 Arbitres : no 24 Mike Callahan no 26 Pat Fraher no 49 Tom Washington | ABC |
| 26 avril 2015 15:30 EDT | (en) Boxscore | Score par quart-temps : 25-25, 26-22, 30-29, 33-29    |                                                       |                                                       |  | AT&T Center, San Antonio Affluence : 18 581 Arbitres : no 24 Mike Callahan no 26 Pat Fraher no 49 Tom Washington | ABC |
| 26 avril 2015 15:30 EDT | (en) Boxscore | Score par mi-temps : 51-47, 63-58                     |                                                       |                                                       |  | AT&T Center, San Antonio Affluence : 18 581 Arbitres : no 24 Mike Callahan no 26 Pat Fraher no 49 Tom Washington | ABC |
| 26 avril 2015 15:30 EDT | (en) Boxscore | Chris Paul 34 Blake Griffin 19 Griffin, Paul 7        | Points Rebonds Passes d.                              | Kawhi Leonard 26 Tim Duncan 14 Kawhi Leonard 5        |  | AT&T Center, San Antonio Affluence : 18 581 Arbitres : no 24 Mike Callahan no 26 Pat Fraher no 49 Tom Washington | ABC |

| 28 avril 2015 22:30 EDT | (en) Boxscore | Spurs de San Antonio 111, Clippers de Los Angeles 107 | Spurs de San Antonio 111, Clippers de Los Angeles 107 | Spurs de San Antonio 111, Clippers de Los Angeles 107 |  | Staples Center, Los Angeles Affluence : 19 571 Arbitres : no 48 Scott Foster no 55 Bill Kennedy no 58 Josh Tiven | TNT |
| 28 avril 2015 22:30 EDT | (en) Boxscore | Score par quart-temps : 22-27, 31-27, 29-28, 29-25    |                                                       |                                                       |  | Staples Center, Los Angeles Affluence : 19 571 Arbitres : no 48 Scott Foster no 55 Bill Kennedy no 58 Josh Tiven | TNT |
| 28 avril 2015 22:30 EDT | (en) Boxscore | Score par mi-temps : 53-54, 58-53                     |                                                       |                                                       |  | Staples Center, Los Angeles Affluence : 19 571 Arbitres : no 48 Scott Foster no 55 Bill Kennedy no 58 Josh Tiven | TNT |
| 28 avril 2015 22:30 EDT | (en) Boxscore | Tim Duncan 21 Tim Duncan 11 Manu Ginóbili 6           | Points Rebonds Passes d.                              | Blake Griffin 30 Griffin, Jordan 14 Chris Paul 10     |  | Staples Center, Los Angeles Affluence : 19 571 Arbitres : no 48 Scott Foster no 55 Bill Kennedy no 58 Josh Tiven | TNT |

| 30 avril 2015 21:30 EDT | (en) Boxscore | Clippers de Los Angeles 102, Spurs de San Antonio 96 | Clippers de Los Angeles 102, Spurs de San Antonio 96 | Clippers de Los Angeles 102, Spurs de San Antonio 96 |  | AT&T Center, San Antonio Affluence : 18 581 Arbitres : no 43 Dan Crawford no 8 Dan Crawford no 28 Zach Zarba | TNT |
| 30 avril 2015 21:30 EDT | (en) Boxscore | Score par quart-temps : 26-26, 25-25, 25-21, 26-24   |                                                      |                                                      |  | AT&T Center, San Antonio Affluence : 18 581 Arbitres : no 43 Dan Crawford no 8 Dan Crawford no 28 Zach Zarba | TNT |
| 30 avril 2015 21:30 EDT | (en) Boxscore | Score par mi-temps : 51-51, 51-45                    |                                                      |                                                      |  | AT&T Center, San Antonio Affluence : 18 581 Arbitres : no 43 Dan Crawford no 8 Dan Crawford no 28 Zach Zarba | TNT |
| 30 avril 2015 21:30 EDT | (en) Boxscore | Blake Griffin 26 DeAndre Jordan 14 Chris Paul 15     | Points Rebonds Passes d.                             | Marco Belinelli 23 Tim Duncan 13 Tony Parker 7       |  | AT&T Center, San Antonio Affluence : 18 581 Arbitres : no 43 Dan Crawford no 8 Dan Crawford no 28 Zach Zarba | TNT |

| 2 mai 2015 20:00 EDT | (en) Boxscore | Spurs de San Antonio 109, Clippers de Los Angeles 111 | Spurs de San Antonio 109, Clippers de Los Angeles 111 | Spurs de San Antonio 109, Clippers de Los Angeles 111 |  | Staples Center, Los Angeles Arbitres : no 13 Monty McCutchen no 19 James Capers no 23 Jason Phillips | TNT |
| 2 mai 2015 20:00 EDT | (en) Boxscore | Score par quart-temps : 30-28, 25-29, 23-22, 31-32    |                                                       |                                                       |  | Staples Center, Los Angeles Arbitres : no 13 Monty McCutchen no 19 James Capers no 23 Jason Phillips | TNT |
| 2 mai 2015 20:00 EDT | (en) Boxscore | Score par mi-temps : 55-57, 54-54                     |                                                       |                                                       |  | Staples Center, Los Angeles Arbitres : no 13 Monty McCutchen no 19 James Capers no 23 Jason Phillips | TNT |
| 2 mai 2015 20:00 EDT | (en) Boxscore | Tim Duncan 27 Tim Duncan 11 Manu Ginóbili 7           | Points Rebonds Passes d.                              | Chris Paul 27 DeAndre Jordan 14 Blake Griffin 10      |  | Staples Center, Los Angeles Arbitres : no 13 Monty McCutchen no 19 James Capers no 23 Jason Phillips | TNT |
| 2 mai 2015 20:00 EDT | (en) Boxscore | Los Angeles remporte la série 4 à 3.                  |                                                       |                                                       |  | Staples Center, Los Angeles Arbitres : no 13 Monty McCutchen no 19 James Capers no 23 Jason Phillips | TNT |

Matchs de saison régulière
Égalité dans la série 2 à 2.
| 10 novembre 2014 | Rapport | Spurs de San Antonio 89, Clippers de Los Angeles 85 | Spurs de San Antonio 89, Clippers de Los Angeles 85 | Spurs de San Antonio 89, Clippers de Los Angeles 85 |  | Staples Center, Los Angeles |

| 22 décembre 2014 | Rapport | Clippers de Los Angeles 118, Spurs de San Antonio 125 | Clippers de Los Angeles 118, Spurs de San Antonio 125 | Clippers de Los Angeles 118, Spurs de San Antonio 125 |  | AT&T Center, San Antonio |

| 31 janvier 2015 | Rapport | Clippers de Los Angeles 105, Spurs de San Antonio 85 | Clippers de Los Angeles 105, Spurs de San Antonio 85 | Clippers de Los Angeles 105, Spurs de San Antonio 85 |  | AT&T Center, San Antonio |

| 19 février 2015 | Rapport | Spurs de San Antonio 115, Clippers de Los Angeles 119 | Spurs de San Antonio 115, Clippers de Los Angeles 119 | Spurs de San Antonio 115, Clippers de Los Angeles 119 |  | Staples Center, Los Angeles |

Dernière rencontre en playoffsDemi-finale de conférence Ouest 2012 (San Antonio gagne 4-0).

#### Demi-finales de conférence

##### (2)Rockets de Houstonvs.Clippers de Los Angeles(3)
| 4 mai 2015 21:30 EDT | (en) Boxscore | Clippers de Los Angeles 117, Rockets de Houston 101 | Clippers de Los Angeles 117, Rockets de Houston 101 | Clippers de Los Angeles 117, Rockets de Houston 101 |  | Toyota Center, Houston Affluence : 18 231 Arbitres : no 24 Mike Callahan no 22 Bill Spooner no 9 Derrick Stafford | TNT |
| 4 mai 2015 21:30 EDT | (en) Boxscore | Score par quart-temps : 19-25, 27-25, 37-27, 34-24  |                                                     |                                                     |  | Toyota Center, Houston Affluence : 18 231 Arbitres : no 24 Mike Callahan no 22 Bill Spooner no 9 Derrick Stafford | TNT |
| 4 mai 2015 21:30 EDT | (en) Boxscore | Score par mi-temps : 46-50, 71-51                   |                                                     |                                                     |  | Toyota Center, Houston Affluence : 18 231 Arbitres : no 24 Mike Callahan no 22 Bill Spooner no 9 Derrick Stafford | TNT |
| 4 mai 2015 21:30 EDT | (en) Boxscore | Blake Griffin 26 Blake Griffin 14 Blake Griffin 13  | Points Rebonds Passes d.                            | Dwight Howard 22 Dwight Howard 10 James Harden 12   |  | Toyota Center, Houston Affluence : 18 231 Arbitres : no 24 Mike Callahan no 22 Bill Spooner no 9 Derrick Stafford | TNT |

| 6 mai 2015 21:30 EDT | (en) Boxscore | Clippers de Los Angeles 109, Rockets de Houston 115  | Clippers de Los Angeles 109, Rockets de Houston 115 | Clippers de Los Angeles 109, Rockets de Houston 115 |  | Toyota Center, Houston Affluence : 18 310 Arbitres : no 17 Joe Crawford no 36 David Jones no 28 Zach Zarba | TNT |
| 6 mai 2015 21:30 EDT | (en) Boxscore | Score par quart-temps : 24-35, 41-21, 20-27, 24-32   |                                                     |                                                     |  | Toyota Center, Houston Affluence : 18 310 Arbitres : no 17 Joe Crawford no 36 David Jones no 28 Zach Zarba | TNT |
| 6 mai 2015 21:30 EDT | (en) Boxscore | Score par mi-temps : 65-56, 44-59                    |                                                     |                                                     |  | Toyota Center, Houston Affluence : 18 310 Arbitres : no 17 Joe Crawford no 36 David Jones no 28 Zach Zarba | TNT |
| 6 mai 2015 21:30 EDT | (en) Boxscore | Blake Griffin 34 Blake Griffin 15 Barnes, Crawford 5 | Points Rebonds Passes d.                            | James Harden 32 Dwight Howard 16 James Harden 7     |  | Toyota Center, Houston Affluence : 18 310 Arbitres : no 17 Joe Crawford no 36 David Jones no 28 Zach Zarba | TNT |

| 8 mai 2015 22:30 EDT | (en) Boxscore | Rockets de Houston 99, Clippers de Los Angeles 124 | Rockets de Houston 99, Clippers de Los Angeles 124 | Rockets de Houston 99, Clippers de Los Angeles 124 |  | Staples Center, Los Angeles Affluence : 19 367 Arbitres : no 41 Ken Mauer no 40 John Goble no 16 David Guthrie | ESPN |
| 8 mai 2015 22:30 EDT | (en) Boxscore | Score par quart-temps : 24-33, 33-31, 19-35, 23-25 |                                                    |                                                    |  | Staples Center, Los Angeles Affluence : 19 367 Arbitres : no 41 Ken Mauer no 40 John Goble no 16 David Guthrie | ESPN |
| 8 mai 2015 22:30 EDT | (en) Boxscore | Score par mi-temps : 57-64, 42-60                  |                                                    |                                                    |  | Staples Center, Los Angeles Affluence : 19 367 Arbitres : no 41 Ken Mauer no 40 John Goble no 16 David Guthrie | ESPN |
| 8 mai 2015 22:30 EDT | (en) Boxscore | James Harden 25 Dwight Howard 14 James Harden 11   | Points Rebonds Passes d.                           | J. J. Redick 31 DeAndre Jordan 15 Chris Paul 7     |  | Staples Center, Los Angeles Affluence : 19 367 Arbitres : no 41 Ken Mauer no 40 John Goble no 16 David Guthrie | ESPN |

| 10 mai 2015 20:30 EDT | (en) Boxscore | Rockets de Houston 95, Clippers de Los Angeles 128 | Rockets de Houston 95, Clippers de Los Angeles 128 | Rockets de Houston 95, Clippers de Los Angeles 128 |  | Staples Center, Los Angeles Affluence : 19 490 Arbitres : no 43 Dan Crawford no 8 Marc Davis no 10 Ron Garretson | TNT |
| 10 mai 2015 20:30 EDT | (en) Boxscore | Score par quart-temps : 33-30, 21-30, 25-43, 16-25 |                                                    |                                                    |  | Staples Center, Los Angeles Affluence : 19 490 Arbitres : no 43 Dan Crawford no 8 Marc Davis no 10 Ron Garretson | TNT |
| 10 mai 2015 20:30 EDT | (en) Boxscore | Score par mi-temps : 54-60, 41-68                  |                                                    |                                                    |  | Staples Center, Los Angeles Affluence : 19 490 Arbitres : no 43 Dan Crawford no 8 Marc Davis no 10 Ron Garretson | TNT |
| 10 mai 2015 20:30 EDT | (en) Boxscore | James Harden 21 Harden, Ariza 8 James Harden 6     | Points Rebonds Passes d.                           | DeAndre Jordan 26 DeAndre Jordan 17 Chris Paul 12  |  | Staples Center, Los Angeles Affluence : 19 490 Arbitres : no 43 Dan Crawford no 8 Marc Davis no 10 Ron Garretson | TNT |

| 12 mai 2015 21:30 EDT | (en) Boxscore | Clippers de Los Angeles 103, Rockets de Houston 124 | Clippers de Los Angeles 103, Rockets de Houston 124 | Clippers de Los Angeles 103, Rockets de Houston 124 |  | Toyota Center, Houston Affluence : 18 142 Arbitres : no 13 Monty McCutchen no 19 James Capers no 65 Sean Wright | TNT |
| 12 mai 2015 21:30 EDT | (en) Boxscore | Score par quart-temps : 22-27, 26-36, 28-27, 27-34  |                                                     |                                                     |  | Toyota Center, Houston Affluence : 18 142 Arbitres : no 13 Monty McCutchen no 19 James Capers no 65 Sean Wright | TNT |
| 12 mai 2015 21:30 EDT | (en) Boxscore | Score par mi-temps : 48-63, 55-61                   |                                                     |                                                     |  | Toyota Center, Houston Affluence : 18 142 Arbitres : no 13 Monty McCutchen no 19 James Capers no 65 Sean Wright | TNT |
| 12 mai 2015 21:30 EDT | (en) Boxscore | Blake Griffin 30 Blake Griffin 16 Chris Paul 10     | Points Rebonds Passes d.                            | James Harden 26 Dwight Howard 15 James Harden 10    |  | Toyota Center, Houston Affluence : 18 142 Arbitres : no 13 Monty McCutchen no 19 James Capers no 65 Sean Wright | TNT |

| 14 mai 2015 22:30 EDT | (en) Boxscore | Rockets de Houston 119, Clippers de Los Angeles 107 | Rockets de Houston 119, Clippers de Los Angeles 107 | Rockets de Houston 119, Clippers de Los Angeles 107 |  | Staples Center, Los Angeles Affluence : 19 417 Arbitres : no 48 Scott Foster no 26 Pat Fraher no 23 Jason Phillips | ESPN |
| 14 mai 2015 22:30 EDT | (en) Boxscore | Score par quart-temps : 25-29, 37-35, 17-28, 40-15  |                                                     |                                                     |  | Staples Center, Los Angeles Affluence : 19 417 Arbitres : no 48 Scott Foster no 26 Pat Fraher no 23 Jason Phillips | ESPN |
| 14 mai 2015 22:30 EDT | (en) Boxscore | Score par mi-temps : 62-64, 57-43                   |                                                     |                                                     |  | Staples Center, Los Angeles Affluence : 19 417 Arbitres : no 48 Scott Foster no 26 Pat Fraher no 23 Jason Phillips | ESPN |
| 14 mai 2015 22:30 EDT | (en) Boxscore | James Harden 23 Dwight Howard 21 Jason Terry 5      | Points Rebonds Passes d.                            | Chris Paul 31 Matt Barnes 10 Chris Paul 11          |  | Staples Center, Los Angeles Affluence : 19 417 Arbitres : no 48 Scott Foster no 26 Pat Fraher no 23 Jason Phillips | ESPN |

| 17 mai 2015 15:30 EDT | (en) Boxscore | Clippers de Los Angeles 100, Rockets de Houston 113 | Clippers de Los Angeles 100, Rockets de Houston 113 | Clippers de Los Angeles 100, Rockets de Houston 113 |  | Toyota Center, Houston Affluence : 18 463 Arbitres : no 41 Ken Mauer no 25 Tony Brothers no 24 Mike Callahan | ABC |
| 17 mai 2015 15:30 EDT | (en) Boxscore | Score par quart-temps : 21-28, 25-28, 22-29, 32-28  |                                                     |                                                     |  | Toyota Center, Houston Affluence : 18 463 Arbitres : no 41 Ken Mauer no 25 Tony Brothers no 24 Mike Callahan | ABC |
| 17 mai 2015 15:30 EDT | (en) Boxscore | Score par mi-temps : 46-56, 54-57                   |                                                     |                                                     |  | Toyota Center, Houston Affluence : 18 463 Arbitres : no 41 Ken Mauer no 25 Tony Brothers no 24 Mike Callahan | ABC |
| 17 mai 2015 15:30 EDT | (en) Boxscore | Blake Griffin 27 DeAndre Jordan 17 Chris Paul 10    | Points Rebonds Passes d.                            | James Harden 31 Dwight Howard 15 James Harden 8     |  | Toyota Center, Houston Affluence : 18 463 Arbitres : no 41 Ken Mauer no 25 Tony Brothers no 24 Mike Callahan | ABC |
| 17 mai 2015 15:30 EDT | (en) Boxscore | Houston remporte la série 4 à 3.                    |                                                     |                                                     |  | Toyota Center, Houston Affluence : 18 463 Arbitres : no 41 Ken Mauer no 25 Tony Brothers no 24 Mike Callahan | ABC |

Matchs de saison régulière
Egalité dans la série 2 à 2.
| 30 novembre 2014 | Rapport | Clippers de Los Angeles 102, Rockets de Houston 85 | Clippers de Los Angeles 102, Rockets de Houston 85 | Clippers de Los Angeles 102, Rockets de Houston 85 |  | Toyota Center, Houston |

| 11 février 2015 | Rapport | Rockets de Houston 95, Clippers de Los Angeles 110 | Rockets de Houston 95, Clippers de Los Angeles 110 | Rockets de Houston 95, Clippers de Los Angeles 110 |  | Staples Center, Los Angeles |

| 25 février 2015 | Rapport | Clippers de Los Angeles 105, Rockets de Houston 110 | Clippers de Los Angeles 105, Rockets de Houston 110 | Clippers de Los Angeles 105, Rockets de Houston 110 |  | Toyota Center, Houston |

| 15 avril 2015 | Rapport | Rockets de Houston 100, Clippers de Los Angeles 98 | Rockets de Houston 100, Clippers de Los Angeles 98 | Rockets de Houston 100, Clippers de Los Angeles 98 |  | Staples Center, Los Angeles |

Dernière rencontre en playoffsPremier tour de conférence Ouest 1993 (Houston gagne 3-2).

## Effectif actuel
| Clippers de Los Angeles Effectif après leur défaite en Playoffs                              |    |                        |                    |                  |
| Entraîneur : Doc Rivers                                                                      |    |                        |                    |                  |
| Ailier                                                                                       | 22 | Drapeau des États-Unis | Matt Barnes        | UCLA             |
| Arrière                                                                                      | 11 | Drapeau des États-Unis | Jamal Crawford     | Michigan         |
| Ailier fort, Pivot                                                                           | 0  | Drapeau des États-Unis | Glen Davis         | LSU              |
| Ailier fort                                                                                  | 32 | Drapeau des États-Unis | Blake Griffin (C)  | Oklahoma         |
| Arrière, Ailier                                                                              | 1  | Drapeau des États-Unis | Jordan Hamilton    | Texas            |
| Pivot                                                                                        | 10 | Drapeau des États-Unis | Spencer Hawes      | Washington       |
| Meneur                                                                                       | 14 | Drapeau des États-Unis | Lester Hudson      | Tennessee-Martin |
| Arrière, Ailier                                                                              | 31 | Drapeau des États-Unis | Dahntay Jones      | Duke             |
| Pivot                                                                                        | 6  | Drapeau des États-Unis | DeAndre Jordan (C) | Texas A&M        |
| Meneur                                                                                       | 3  | Drapeau des États-Unis | Chris Paul (C)     | Wake Forest      |
| Arrière                                                                                      | 4  | Drapeau des États-Unis | J. J. Redick       | Duke             |
| Arrière, Meneur                                                                              | 25 | Drapeau des États-Unis | Austin Rivers      | Duke             |
| Ailier                                                                                       | 15 | Drapeau de la Turquie  | Hedo Turkoglu      | Turquie          |
| Pivot, Ailier fort                                                                           | 13 | Drapeau des États-Unis | Ekpe Udoh          | Baylor           |
| Arrière                                                                                      | 30 | Drapeau des États-Unis | C. J. Wilcox (R)   | Washington       |
| (C) - Capitaine (AL) - Agent libre (R) - Rookie (ou Recrue) - Blessé - * Contrat de 10 jours |    |                        |                    |                  |

## Contrats et salaires 2014-2015
| no                                       | Joueur             | Poste | Âge   | Type de contrat | Salaire      | Fin du contrat |
| ---------------------------------------- | ------------------ | ----- | ----- | --------------- | ------------ | -------------- |
| Joueurs actuels                          |                    |       |       |                 |              |                |
| 22                                       | Matt Barnes        | SF    | 34    | MLE             | 3 396 250 $  | 2016 (UFA)     |
| 11                                       | Jamal Crawford     | SG    | 34    | MLE             | 5 450 000 $  | 2016 (UFA)     |
| 0                                        | Glen Davis         | PF    | 29    | Minimum         | 915 243 $    | 2015 (UFA)     |
| 32                                       | Blake Griffin      | PF    | 25    | Bird            | 17 674 613 $ | 2017 (ETO)     |
| 10                                       | Spencer Hawes      | PF    | 26    | MLE             | 5 305 000 $  | 2017 (P)       |
| 14                                       | Lester Hudson      | PG    | 30    | Minimum         | 27 887 $     | 2016 (UFA)     |
| 31                                       | Dahntay Jones      | SG    | 34    | Minimum         | 387 632 $    | 2015 (UFA)     |
| 6                                        | DeAndre Jordan     | C     | 26    | Bird            | 11 440 123 $ | 2015 (UFA)     |
| 3                                        | Chris Paul         | PG    | 29    | Bird            | 20 068 563 $ | 2017 (ETO)     |
| 4                                        | J. J. Redick       | SG    | 30    | Bird            | 6 792 500 $  | 2017 (UFA)     |
| 25                                       | Austin Rivers      | SG    | 22    | Rookie          | 2 439 840 $  | 2015 (UFA)     |
| 15                                       | Hedo Turkoglu      | SF    | 35    | Minimum         | 915 243 $    | 2015 (UFA)     |
| 13                                       | Ekpe Udoh          | PF    | 27    | Minimum         | 915 243 $    | 2015 (P)       |
| 30                                       | C. J. Wilcox       | SG    | 24    | Rookie          | 1 109 760 $  | 2016 (T)       |
| Contrat(s) terminé(s) en cours de saison |                    |       |       |                 |              |                |
| -                                        | Dahntay Jones      | SF    | 34    | 10 jours        | 53 838 $     | -              |
| -                                        | Dahntay Jones      | SF    | 34    | 10 jours        | 53 838 $     | -              |
| -                                        | Nate Robinson      | PG    | 30    | 10 jours        | 53 838 $     | -              |
| -                                        | Nate Robinson      | PG    | 30    | 10 jours        | 53 838 $     | -              |
| -                                        | Lester Hudson      | PG    | 30    | 10 jours        | 53 838 $     | -              |
| -                                        | Jordan Hamilton    | SF    | 24    | 10 jours        | 53 838 $     | -              |
| -                                        | Jordan Hamilton    | SF    | 24    | 10 jours        | 53 838 $     | -              |
| Joueur(s) résilié(s) cette saison        |                    |       |       |                 |              |                |
| -                                        | Jordan Farmar      | PG    | 28    | -               | 1 764 701 $  | -              |
| -                                        | Carlos Delfino     | SG    | 32    | -               | 650 000 $    | -              |
| -                                        | Miroslav Raduljica | C     | 27    | -               | 300 000 $    | -              |
|                                          |                    |       |       |                 |              |                |
| Total                                    | Total              | Total | Total | Total           | 80 080 055 $ | -              |

- (UFA) = Le joueur est libre de signer ou il veut à la fin de la saison.
- (RFA) = Le joueur peut signer un contrat avec l’équipe de son choix, mais son équipe de départ a le droit de s’aligner sur n’importe quelle offre qui lui sera faite.
- (P) =  Le joueur décide de rester une saison supplémentaire avec son équipe ou pas. S'il décide de ne pas rester, il devient agent libre.
- (T) =  L'équipe décide de conserver (ou non) son joueur pour une saison supplémentaire. Si elle ne le garde pas, il devient agent libre.
- (ETO) = Le joueur peut décider de prendre cette option terminale, il s'agit du même principe que l'option joueur. S'il décide de prendre cette option il devient agent libre.
- 2015 = Joueurs qui peuvent quitter le club à la fin de cette saison.

## Transferts

### Échanges
| Août            | Août                                                                                           | Août | Août                    |
| --------------- | ---------------------------------------------------------------------------------------------- | --- | ----------------------- |
| 26 juillet 2014 | Échange à deux équipes                                                                         | Échange à deux équipes | Échange à deux équipes  |
| 26 juillet 2014 | Vers Clippers de Los Angeles - Carlos Delfino - Miroslav Raduljica - Second tour de draft 2015 | Vers Bucks de Milwaukee - Jared Dudley - Premier tour de draft 2017                                                                              | [ 3 ]                   |
| Janvier         |                                                                                                | |                         |
| 7 janvier 2015  | Échange à deux équipes                                                                         | Échange à deux équipes | Échange à deux équipes  |
| 7 janvier 2015  | Vers Clippers de Los Angeles - Droits sur Serhiy Lichtchouk                                    | Vers 76ers de Philadelphie - Jared Cunningham - Droits sur Cenk Akyol - Compensation financière                                                  | [ 4 ]                   |
| 15 janvier 2015 | Échange à trois équipes                                                                        | Échange à trois équipes | Échange à trois équipes |
| 15 janvier 2015 | Vers Clippers de Los Angeles - Austin Rivers (de Boston)                                       | Vers Celtics de Boston - Shavlik Randolph (de Phoenix) - Chris Douglas-Roberts (de Los Angeles) - Second choix de la draft 2017 (de Los Angeles) | [ 5 ]                   |
| 15 janvier 2015 | Vers Suns de Phoenix - Reggie Bullock (de Los Angeles)                                         | | [ 5 ]                   |

## Free agents (Agents libres)

### Free agents qui resignent
| Date         | Joueur           | Nouveau contrat                            | Fin du contrat | Référence |
| ------------ | ---------------- | ------------------------------------------ | -------------- | --------- |
| 19 juillet   | Glen Davis       | Resigne un contrat de 1 230 000 $ sur 1 an | 2015           | [ 6 ]     |
| 12 septembre | Hidayet Türkoğlu | Resigne un contrat de 1 450 000 $ sur 1 an | 2015           | [ 7 ]     |

### Arrivés
Apparaissent seulement les joueurs ayant commencé le calendrier de la saison régulière avec l'équipe (28 octobre 2014) et les joueurs signés en cours d'année.
| Date         | Joueur                | Contrat                                                                          | Provenance                                | Référence |
| ------------ | --------------------- | -------------------------------------------------------------------------------- | ----------------------------------------- | --------- |
| 10 juillet   | Jordan Farmar         | Contrat de 4 250 000 $ sur 2 ans                                                 | Lakers de Los Angeles                     | [ 8 ]     |
| 10 juillet   | Spencer Hawes         | Contrat de 22 700 000 $ sur 4 ans (Option joueur pour la saison 2017-2018)       | Cavaliers de Cleveland                    | [ 8 ]     |
| 11 juillet   | C. J. Wilcox          | Contrat de 2 270 000 $ sur 2 ans (Option d'équipe pour les saisons 2016 et 2017) | Washington (Choix no 28 de la Draft 2014) | [ 9 ]     |
| 3 septembre  | Ekpe Udoh             | Contrat de 981 000 $ sur 1 an                                                    | Bucks de Milwaukee                        | [ 10 ]    |
| 3 septembre  | Chris Douglas-Roberts | -                                                                                | Hornets de Charlotte                      | [ 10 ]    |
| 29 septembre | Jared Cunningham      | -                                                                                | Kings de Sacramento                       | [ 11 ]    |
| 14 janvier   | Dahntay Jones         | Contrat de 10 jours                                                              | Mad Ants de Fort Wayne (D-League)         | [ 12 ]    |
| 24 janvier   | Dahntay Jones         | Second contrat de 10 jours                                                       | Clippers de Los Angeles                   | [ 13 ]    |
| 3 février    | Dahntay Jones         | Signe pour le reste de la saison                                                 | Clippers de Los Angeles                   | [ 14 ]    |
| 24 février   | Jordan Hamilton       | Contrat de 10 jours                                                              | Bighorns de Reno (D-League)               | [ 15 ]    |
| 6 mars       | Jordan Hamilton       | Second contrat de 10 jours                                                       | Clippers de Los Angeles                   | [ 16 ]    |
| 7 mars       | Nate Robinson         | Contrat de 10 jours                                                              | Celtics de Boston                         | [ 17 ]    |
| 17 mars      | Nate Robinson         | Second contrat de 10 jours                                                       | Clippers de Los Angeles                   | [ 18 ]    |
| 29 mars      | Lester Hudson         | Contrat de 10 jours                                                              | Liaoning Dinosaurs (Chine)                | [ 19 ]    |
| 11 avril     | Lester Hudson         | Contrat de 1 040 000 $ sur 2 ans                                                 | Clippers de Los Angeles                   | [ 20 ]    |

## Récompenses
| Date         | Joueur        | récompense                                                                        | Référence |
| ------------ | ------------- | --------------------------------------------------------------------------------- | --------- |
| 1er décembre | Blake Griffin | Joueur de la semaine dans la conférence Ouest (Semaine du 24 au 30 novembre 2014) | [ 21 ]    |
| 23 mars      | Chris Paul    | Joueur de la semaine dans la conférence Ouest (Semaine du 16 au 22 mars 2015)     | [ 22 ]    |
| 23 mars      | Doc Rivers    | Entraîneur du mois d'avril dans la conférence Ouest                               | [ 23 ]    |